# Calle de República de Cuba

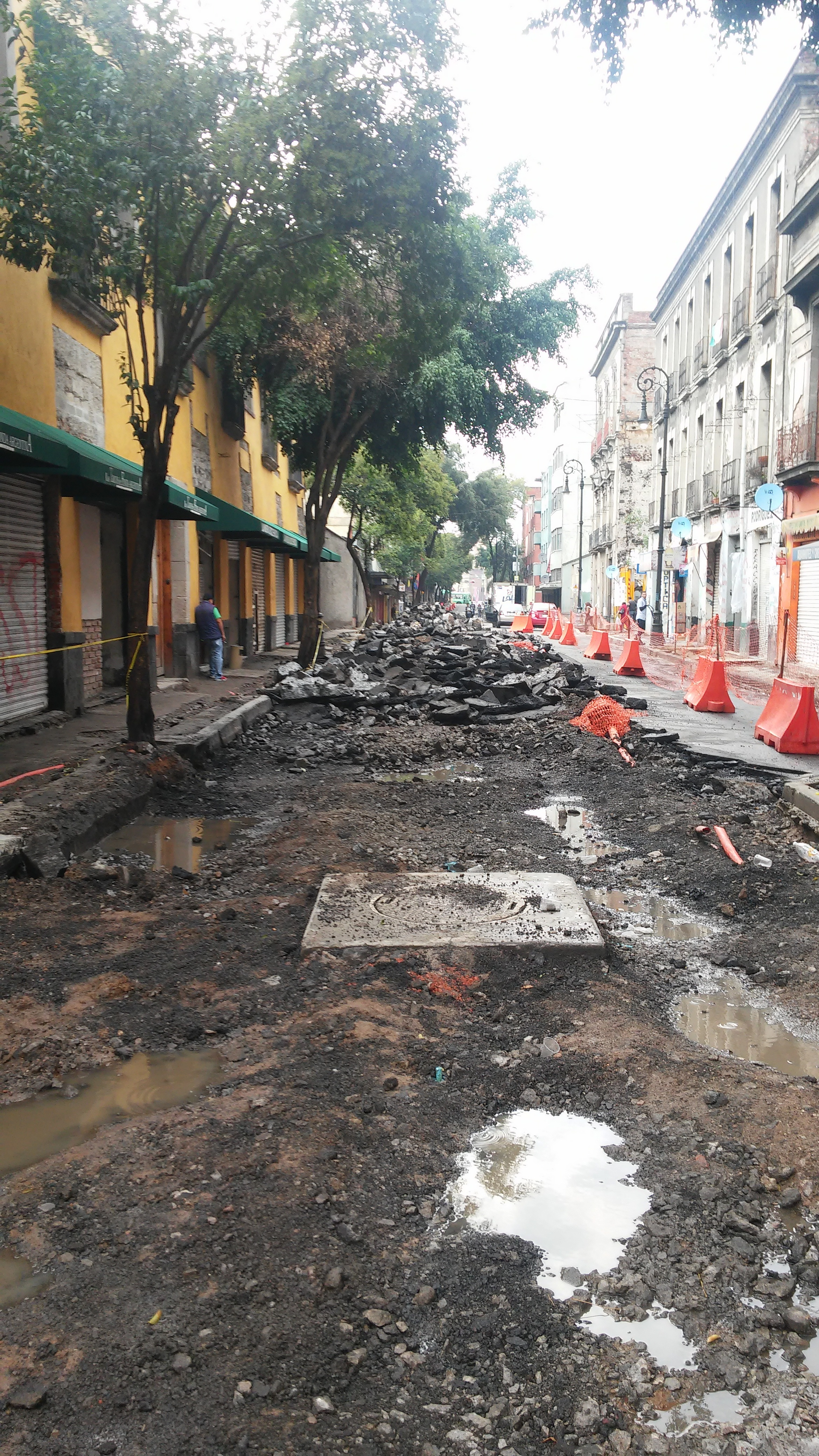
Remodelación de la calle en julio de 2017

La calle de República de Cuba es una calle al norte del Centro Histórico de la Ciudad de México, forma parte de la traza colonia realizada por Alonso García Bravo, cuenta con edificios catalogados como monumentos históricos y artísticos y en  su zona poniente se han establecido varios bares gay.

## Historia y ubicación
Esta calle inicia en la Plaza de Santo Domingo y termina en el eje central contando con cinco cuadras. La calle se encuentra dentro del trazo de damero diseñado por Alonso García Bravo al diseñar la nueva urbe y recibió en algunos de sus tramos diversos nombres como Ballesteros, Jaramillo, entre otras, hasta que en 1921, José Vasconcelos, celebrando el centenario de la consumación de la Independencia de México renombró muchas calles del centro con en nombre de las naciones latinoamericanas que primero reconocieron al nuevo país.
En el tramo de esta calle antiguamente conocido como calle del Águila, se estableció con su familia en 1748 el arquitecto y escultor Isidoro Vicente de Balbás

## Edificios históricos
Además de la citada plaza de Santo Domingo y sus portales, en esta calle se encuentran algunos edificios de gran valor histórico y artístico como:
- Edificio de apartamentos de Enrique Aragón Echegaray (1929-1930) en el número 11
- Fachada del antiguo Teatro Lírico en el número 46
- Edificio de apartamentos con detalles Art Nouveau en el número 54
- Antigua Escuela de Economía de la UNAM en el número 92
- Palacio del Mayorazgo de Medina en el número 99[3]
- Edificio de departamentos en el número 78, esquina con república de Chile, fue construido por el arquitecto Salvador Vértiz Hornedo en estilo neocolonial, su fachada fue elaborada con cemento portland blanco marca Monterrey, en ese entonces un material novedoso.
- Edificio de la Comisión Nacional de los Derechos Humanos (México) en el número 60
- Sede del PUEC en el número 79

## Vida nocturna y barrio gay
La vida comercial de la calle está marcada por comercios que venden y reparan Sinfonolas y por las noches por Cantinas y bares. Desde hace décadas dos de ellas, el Oasis y el Viena, se orientaron al público Gay, con los años, nuevos negocios orientados a este sector fueron abriendo creando un Barrio gay que ha Gentrificado la zona, dándole nueva vida

## Galería
|                              |
| Casa del mayorazgo de Medina |

|                          |
| Edificio en el número 78 |

|                                                   |
| Casa conocida como de la Malinche en el número 95 |

|               |
| Teatro Lírico |

|                                                |
| Edificio con detalles art deco en el número 11 |